# Kerststol
Um kerststol é um pão natalino em formato oval típico dos Países Baixos, similar ao stollen alemão. Ele se caracteriza por conter frutas cristalizadas e amandelspijs (pasta de amêndoas) em seu interior. Originalmente, o pão era considerado um símbolo de fertilidade.

## Nomenclatura
Tanto a nomenclatura quanto o pão em si são de origem alemã. O primeiro registro em neerlandês da receita de um stol data de 1890, no Leeuwarder Courant; em 1929, já aparecia sob seu nome atual no NRC Handelsblad. O nome original stollen foi compreendido em neerlandês como o plural (sufixo -en), e por isso a receita se tornou conhecida como stol. Quando o pão é servido durante a Páscoa, ele é chamado de paasstol, paasbrood ou simplesmente feeststol.

## Ingredientes e variações
A receita tradicional é feita com ovos, manteiga, açúcar de baunilha ou mascavo, canela ou tempero de spekulaas, passas e casca de limão e laranja. Avelãs, amêndoas e nozes picadas também podem ser utilizadas. Outras frutas secas como cranberries, cerejas e damascos também aparecem em variações da receita.
Os ingredientes do recheio são misturados à massa, que é deixada para descansar. Após descansar, ela é esticada e enrolada em torno de um cilindro de pasta de amêndoas, e então assada.
Os stollen costumam ser assados com um a dois meses de antecedência. Após esfriarem, são mergulhados em manteiga e açúcar para que o sabor se desenvolva. O stol é coberto por uma camada de açúcar de confeiteiro ao ser servido, para simbolizar a neve que cai próximo ao Natal. As fatias também podem ser servidas com manteiga.

### Suriname
No Suriname, o stol também é muito popular. Ele se difere do pão original dos Países Baixos por sua massa mais leve e mais doce; Além disso, a receita surinamesa é temperada com mais canela e não leva pasta de amêndoas em seu interior. Frutas tropicais como mamão e abacaxi também são comumente adicionadas à massa.